# Gretna (ort i Australien)
Gretna är en ort i Australien. Den ligger i kommunen Central Highlands och delstaten Tasmanien, i den sydöstra delen av landet, omkring 39 kilometer nordväst om delstatshuvudstaden Hobart. Antalet invånare är 258.
Trakten runt Gretna är nära nog obefolkad, med mindre än två invånare per kvadratkilometer.. Närmaste större samhälle är New Norfolk, omkring 15 kilometer sydost om Gretna. 
Trakten runt Gretna består till största delen av jordbruksmark. Genomsnittlig årsnederbörd är 1 164 millimeter. Den regnigaste månaden är september, med i genomsnitt 142 mm nederbörd, och den torraste är februari, med 49 mm nederbörd.